# Prozessverbindung
Bei der Prozessverbindung werden durch ein Gericht mehrere bei ihm anhängige Verfahren zur gemeinsamen Verhandlung und Entscheidung miteinander verbunden, sofern die in den verschiedenen Verfahren geltend gemachten Ansprüche im Zusammenhang miteinander stehen oder von vornherein mit einer einzigen Klage hätten erhoben werden können. Dies dient der Prozessökonomie.
Die Verbindung von Zivilverfahren regelt § 147 Zivilprozessordnung (ZPO), für die Sozialgerichtsbarkeit gibt es eine vergleichbare Vorschrift in § 113 Sozialgerichtsgesetz (SGG). Beide Regelungen sehen ausdrücklich vor, dass die Verbindung von Prozessen auch dann zulässig ist, wenn an den Verfahren jeweils unterschiedliche Parteien bzw. „Beteiligte“ beteiligt sind.